# 佩罗涅莱方丹
佩罗涅莱方丹（法語：Perrogney-les-Fontaines，法語發音：[peʁɔɲɛ le fɔ̃tɛn]）是法国上马恩省的一个市镇，属于朗格勒区。

## 地名
“方丹”（Fontaines）意为“泉”。法语地名通名在“枫丹白露”（Fontainebleau）等少数拥有传统译名的地名中译作“枫丹”，不过在《世界地名翻译大辞典》、《世界地名译名词典》和《法国地图册》等主流地名译名类书籍资料中多译作“方丹”。

## 地理
佩罗涅莱方丹（47°48'42"N, 5°11'55"E）面积14.79 平方千米，位于法国大東部大區上马恩省，该省份为法国东北部内陆省份，北起马恩省和默兹省，西接奥布省，西南接科多尔省，东南接上索恩省，东临孚日省。
与佩罗涅莱方丹接壤的市镇（或旧市镇、城区）包括：阿普雷、欧布里沃、库尔塞勒昂蒙塔涅、弗拉热、努瓦当勒罗舍。
佩罗涅莱方丹的时区为UTC+01:00、UTC+02:00（夏令时）。

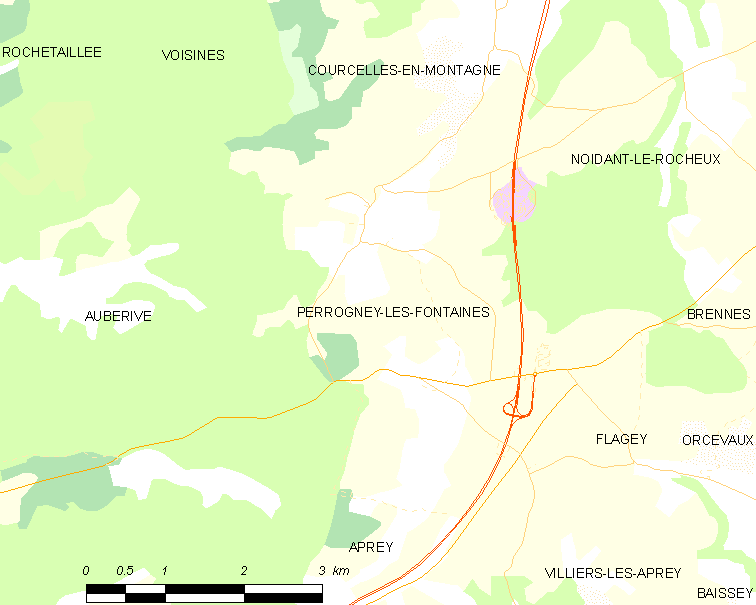
佩罗涅莱方丹的OSM定位图

## 行政
佩罗涅莱方丹的邮政编码为52160，INSEE市镇编码为52384。

## 政治
佩罗涅莱方丹所属的省级选区为维勒居西安勒拉克县。

## 人口

1962-2008年间佩罗涅莱方丹人口变化图示

佩罗涅莱方丹于2022年1月1日时的人口数量为109人。